# Medaille van Zjoekov
De Medaille van Zjoekov (Russisch: "Медаль Жукова") werd op 9 mei 1994 door de Russische Federatie ingesteld ter herinnering aan de Grote Vaderlandse Oorlog en aan de nog levende veteranen uitgereikt. Ook negen van de andere uit de Sovjet-Unie voortgekomen staten, verbonden in het Gemenebest van Onafhankelijke Staten, hebben deze medaille uitgereikt.
Sinds 2010 is het ook een onderscheiding voor militairen in actieve dienst van de Russische Federatie.
De ronde medaille is van messing en heeft een diameter van 37 millimeter. Op de voorzijde was in 1994 de beroemde Maarschalk Zjoekov afgebeeld onder de aanduiding "ГЕОРГИЙ ЖУКОВ" (Russisch voor "Georgi Zjoekov").
De keerzijde van de medaille droeg de jaartallen "1896-1996" en eiken- en lauriertakken. Op de keerzijde staat nu de letter "N" maar een serienummer ontbreekt. De medaille van de Russische Federatie wordt aan militairen voor onbaatzuchtigheid en persoonlijke moed in de strijd tijdens de bescherming van het moederland en de belangen van de Russische Federatie, voor voortreffelijke dienst en discipline, alertheid en actieve deelname aan oefeningen en manoeuvres en ook voor uitstekende prestaties in gevechtstrainingen toegekend.
Na de hervorming in 2010 staat op de keerzijde de opdracht "ЗА ОТЛИЧИЕ В СЛУЖБЕ" (Russisch voor "Voor uitstekende dienst") boven en eiken- en lauriertakken. Op de keerzijde staat ook een serienummer. De medaille werd meer dan 2,5 miljoen toegekend.
De medaille hangt aan een vijfhoekig opgemaakt lint waarvan de linkerhelft rood is. De rechter helft van het lint heeft de kleuren van de lint van de Tsaristische Orde van Sint-Joris en de Orde van de Glorie van de Sovjet-Unie.